# Ola Englund
Ola Englund (Stockholm, 1981. szeptember 27. –) svéd zenész, zeneszerző, producer, gitáros, üzletember. 

## Pályafutása
A Feared zenekar alapító tagja, a svéd  The Haunted zenekar gitárosa és Six Feet Under volt tagjaként ismert. Tagja volt még Scarpoint, Facing Death, Subcyde, és Sorcerer zenekaroknak.
2017-ben saját gitár gyártó céget indított Solar Guitars néven. 2019-ben kiadta első szóló albumát Master Of The Universe névvel.
Nagy hatással voltak rá a Pantera, a Dream Theater, a Nevermore (különösen a gitáros Jeff Loomis, a Testament, a Bolt Thrower, az Entombed és az Opeth zenekarok.

## Diszkográfia
Facing Death
- Facing Death (Demo) (2005)

Subcyde
- Subcyde (2007)

Scarpoint
- Mask of Sanity (2011)

Feared
- Feared (2007)
- Feared (EP) (2008)
- Rejects (2011)
- Refeared (2012)
- Furor Incarnatus (2013)
- Vinter (2013)
- Elemental Nightmares II (2014)
- Synder (2015)
- Reborn (2016)
- Svart (2017)

Six Feet Under
- Unborn (2013)

The Haunted
- Eye of the Storm (EP) (2014)
- Exit Wounds (2014)
- Strength in Numbers (2017)

Ola Englund
- Master of the universe (2019)

## Felszerelés
Englundnak dedikált gitárja van, a Strictly 7-től (Strictly 7 S7G Custom) Washburn-től (Washburn PX Solar 160 WHM Ola Englund), szintén dedikált erősítője van a Fortin-től és a Randall-tól (Randall Satan). 2017 novemberében saját gitárgyárat indított Solar Guitars néven, amit azóta több híres zenész is használ.